# ニュー (ゲーム会社)
株式会社ニュー（NEW Corporation）は、日本の千葉県柏市に本社を置いていたコンピュータゲーム制作会社。
ボクサーズ・ロードなどのゲーム作品の制作・販売をおこなっていたが、元スタッフがシンク・アンド・フィール、GrandPrixを設立、パブリッシャーとしてアーテインが設立されるなど、2002年から2004年にかけて大幅な組織改変が行われた。
その後、アーテインから発売されるゲームソフトの開発を行うようになったが、2008年にはサイトが閉鎖された。オリジナルゲーム作品の権利はコラビエが2009年に取得し、再配信を行っている。

## 主なゲーム作品
- ボクサーズ・ロード （1995年）
- プリンセスメーカー X68000版 （1997年）
- キャプテンコマンドー プレイステーション版 （1998年）
- ちっぽけラルフの大冒険 （1999年）
- はじめの一歩 VICTORIOUS BOXERS （2000年）
- メガミの笑壺 （2006年）
- タッチで漫才！メガミの笑壺DS（2006年）
- こころを休める大人の塗り絵DS （2006年）
- ともだち作ろう!魔法のこうかん日記 （2007年）